# Hartwrightia
Hartwrightia es un género monotípico de plantas de la familia de las asteráceas. Su única especie, Hartwrightia floridana, es originaria de Estados Unidos.

## Descripción
Es una planta herbácea perennifolia que crece en el sureste de Estados Unidos (Georgia y Florida). Se encuentra en áreas abiertas, por ejemplo, en llanuras de pino, pero no es tolerante con el pastoreo o la cubierta forestal sólida. Parece que les va mejor en la presencia de incendios regulares. Se considera amenazada y la mayor amenaza es la pérdida de hábitat. Requiere suelo húmedo, y es sensible a los cambios hidrológicos.
El género contiene una sola especie, Hartwrightia floridana. Aunque superficialmente es similar a algunas especies de Eupatorium, que se distinguen por la estructura de las hojas, flores y frutas.  La planta es de aproximadamente un metro de altura. Florece en otoño y las flores son de color blanco a rosa o azul.
Las plantas de este género sólo tienen disco (sin rayos florales) y los pétalos son de color blanco, ligeramente amarillento blanco, rosa o morado (nunca de un completo color amarillo).

## Taxonomía
Hartwrightia floridana fue descrita por   A.Gray ex S.Watson  y publicado en Proceedings of the American Academy of Arts and Sciences 23(2): 265. 1888.